# Berberis yunnanensis
Berberis yunnanensis är en berberisväxtart som beskrevs av Adrien René Franchet. Berberis yunnanensis ingår i släktet berberisar, och familjen berberisväxter. Inga underarter finns listade i Catalogue of Life.